# Iguarima
Iguarima là một chi nhện trong họ Anyphaenidae.